# Riba de Santiuste

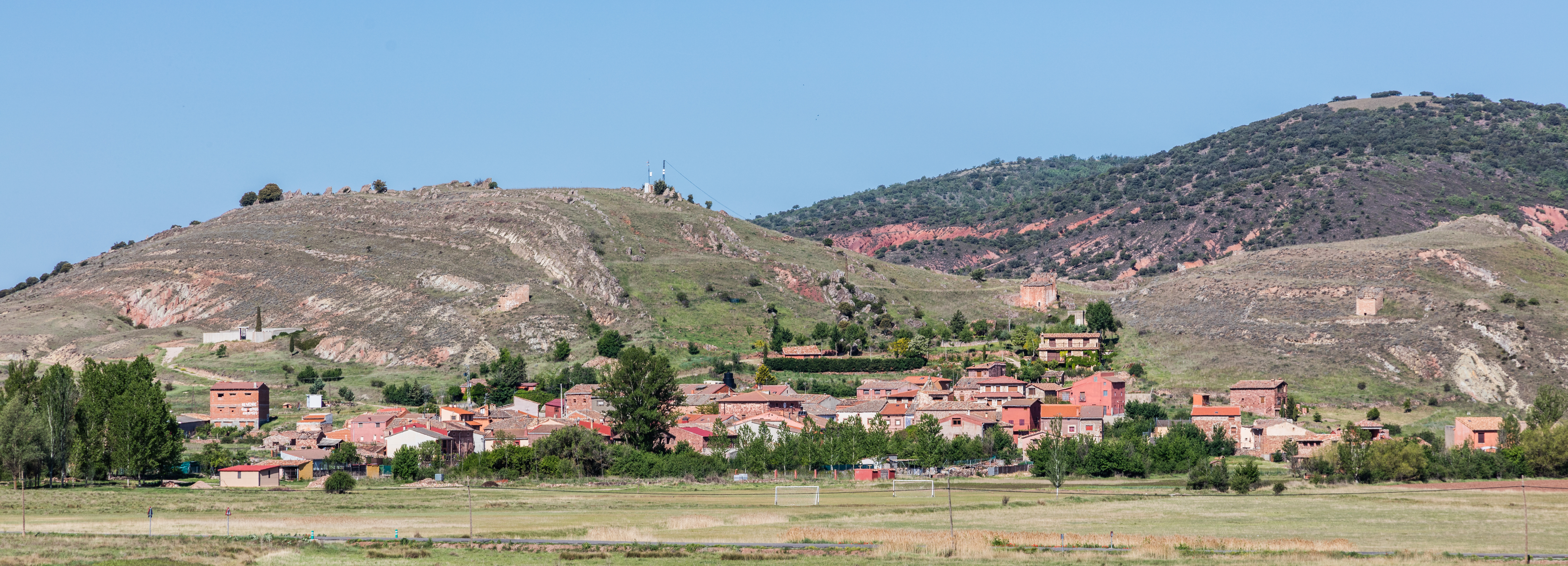
Vista general de la localidad desde la carretera.

Riba de Santiuste es una localidad española, pedanía del municipio guadalajareño de Sigüenza, en la comunidad autónoma de Castilla-La Mancha. Destaca el castillo, situado sobre un cerro de plegamiento.

## Geografía
Por los alrededores pasa el río Salado.

## Historia
A mediados del siglo XIX, el lugar contaba con una población censada de 130 habitantes. La localidad aparece descrita en el decimotercer volumen del Diccionario geográfico-estadístico-histórico de España y sus posesiones de Ultramar de Pascual Madoz de la siguiente manera:

RIBA DE SANTIUSTE: l. con ayunt. en la prov. de Guadalajara (13 leg.), part. jud. de Atienza (2), aud. terr. de Madrid (23), c. g. de Castilla la Nueva, dióc. de Sigüenza (3): sit. al pie de un cerro y rodeado de varias colinas, su clima es frio y húmedo: tiene 24 casas; la consistorial; un ant. cast. arruinado; escuela de instruccion primaria frecuentada por 10 alumnos de ambos sexos, dotada con 130 rs. y las retribuciones de los discípulos; una igl. parr. (la Asuncion de Ntra. Sra.) servida por un cura y un sacristan. térm.: confina con los de Rienda, Valdelcubo, Sienes, Tobes, La Barbolla y Tordelrábano; dentro de él se encuentran 2 fuentes, la una de aguas muy finas, y la otra de gruesas: el terreno fertilizado por el r. Salado, es de buena calidad; comprende 2 montes, el uno hueco y el otro de mata baja. caminos: los que dirigen á los pueblos limítrofes. correo: se recibe y despacha en Sigüenza. pobl.: trigo puro, comun, cebada, garbanzos, guijas, leñas de combustible y carboneo, y yerbas de pasto, con las que se mantiene ganado lanar, vacuno, caballar, mular, asnal y de cerda; hay caza de conejos, liebres, perdices y abundancia de ánades; pesca de cachos, bermejuelas y cangrejos. ind.: la agrícola y un molino harinero. pobl.: 37 vec, 130 alm. cap. prod.: 593,334 rs. imp.: 35,600. contr.: 3,340 rs.
(Madoz, 1849, p. 451)

En 1970 el municipio de Riba de Santiuste desapareció, al ser incorporado al de Sigüenza.

## Demografía
| Gráfica de evolución demográfica de La Riba de Santiuste entre 1842 y 1960 |
| |
| Población de derecho según los censos de población del INE Población de hecho según los censos de población del INEEntre el censo de 1857 y el anterior, crece el término del municipio porque incorpora a La Barbolla y Querencia Entre el censo de 1970 y el anterior, este municipio desaparece porque se integra en el municipio Sigüenza |

| Gráfica de evolución demográfica de Riba de Santiuste entre 2000 y 2021 |
|                                                                         |
| Población de derecho (2000-2021) según el padrón municipal del INE      |

## Patrimonio
- Castillo de Riba de Santiuste

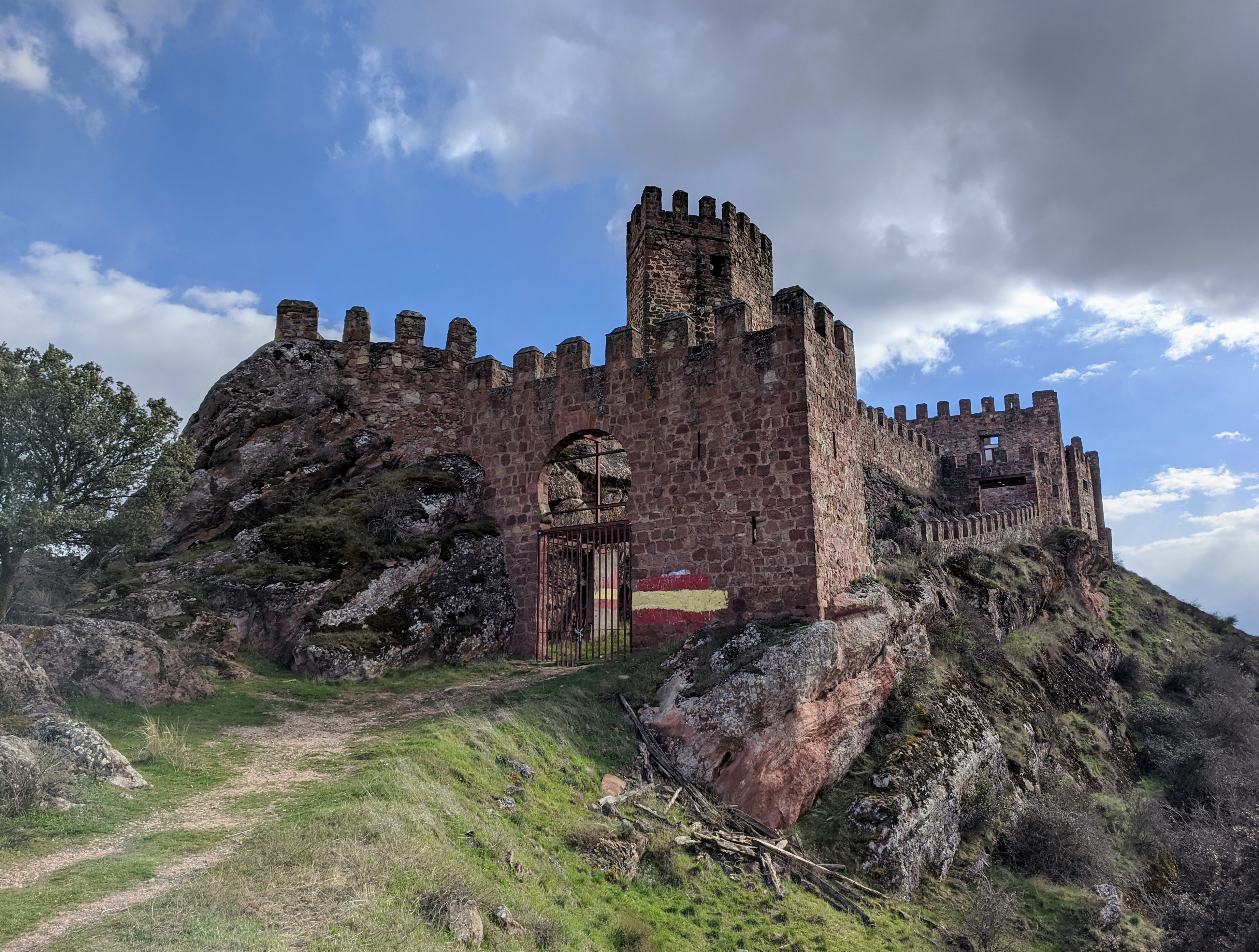
Castillo de Riba de Santiuste

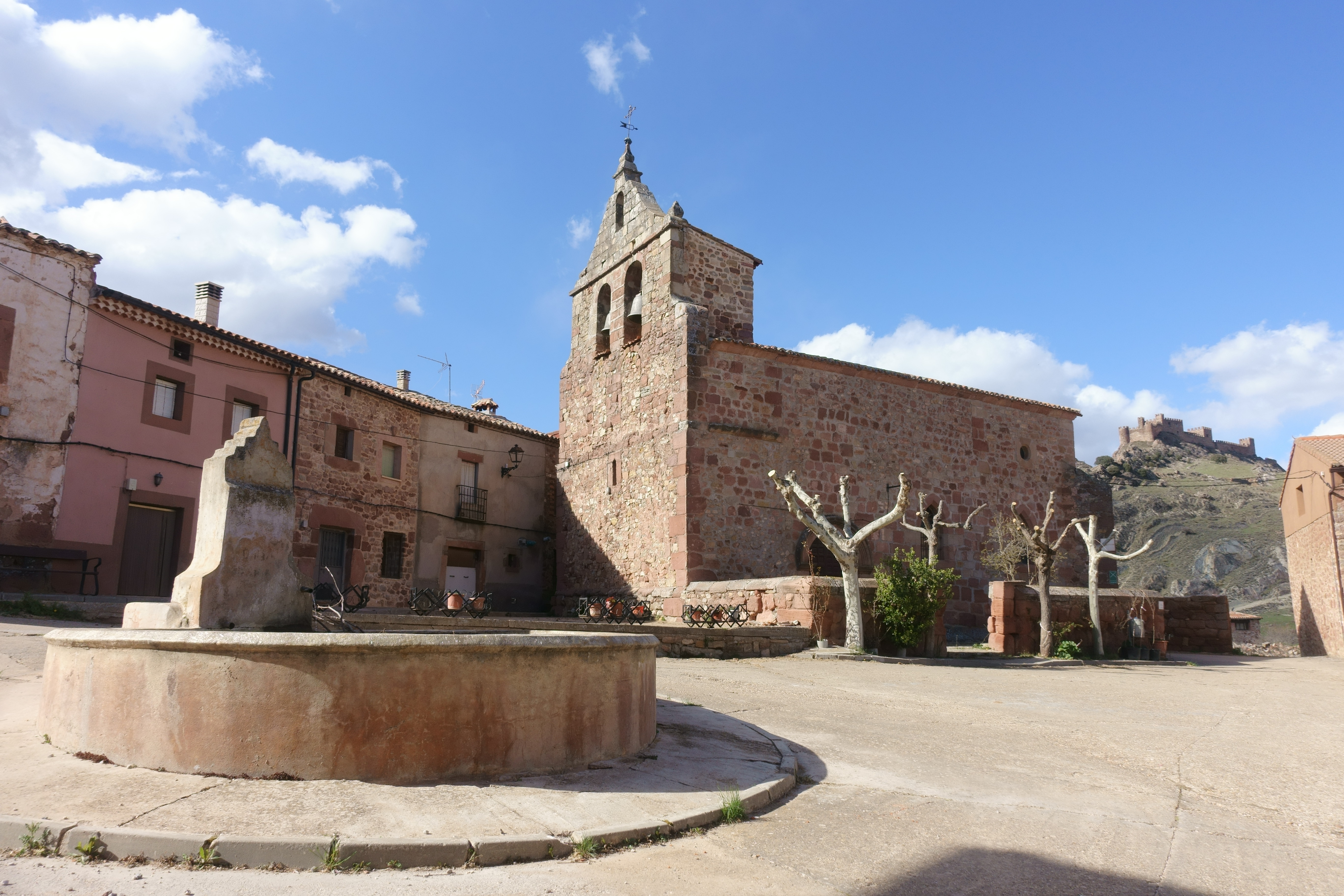
Iglesia de Nuestra Señora de la Asunción

- Iglesia de la Asunción de Nuestra Señora[1]